# Sammy Baird
Sammy Baird, właśc. Stuart Samuel Baird (ur. 13 maja 1930 w Denny, zm. 21 kwietnia 2010 w Bangor) – szkocki piłkarz i trener piłkarski.
Z reprezentacją Szkocji, w której w latach 1956–1958 rozegrał 7 meczów, wystąpił na mistrzostwach świata 1958.
W latach 1963–1968 był menadżerem Stirling Albion. W sezonie 1964/65 wywalczył awans do Division One, jednak zwolniono go kiedy w sezonie 1967/68 klub został zdegradowany.

## Sukcesy piłkarskie
- mistrzostwo Szkocji (1956, 1957, 1959)
- zwycięstwo w pucharze Szkocji (1960)